# أندرو مونتيرو
أندرو مونتيرو هو لاعب كرة قدم برازيلي في مركز الهجوم، ولد في 9 يناير 1992 في بليم في البرازيل. لعب مع نادي ديبورتيفو داس أيفيس ونادي ريبيراو.

## وصلات خارجية
- أندرو مونتيرو على موقع قاعدة بيانات كرة القدم.إي يو (الإنجليزية)
- أندرو مونتيرو على موقع Soccerway.com (الإنجليزية)